# Tethina angustifrons
Tethina angustifrons är en tvåvingeart som beskrevs av Axel Leonard Melander 1952. Tethina angustifrons ingår i släktet Tethina och familjen Canacidae. Inga underarter finns listade i Catalogue of Life.